# 海牙荷蘭車站
海牙荷蘭車站（荷蘭語：Den Haag Hollands Spoor，簡稱為）是荷蘭海牙市內最古老的火車站，落在阿姆斯特丹－哈勒姆－鹿特丹鐵路路線之上。它與海牙中央車站是海牙市的兩個主要車站。
從阿姆斯特丹開往鹿特丹及更南方（布魯塞爾）的火車班次，一般停靠海牙荷蘭車站；而開往烏特勒支或更東或更東北方向的火車（也包括往萊頓、阿姆斯特丹史基浦機場、阿姆斯特丹方向的火車）通常停靠海牙中央車站。部分往南方向行駛的火車兩站皆有停靠。

## 歷史

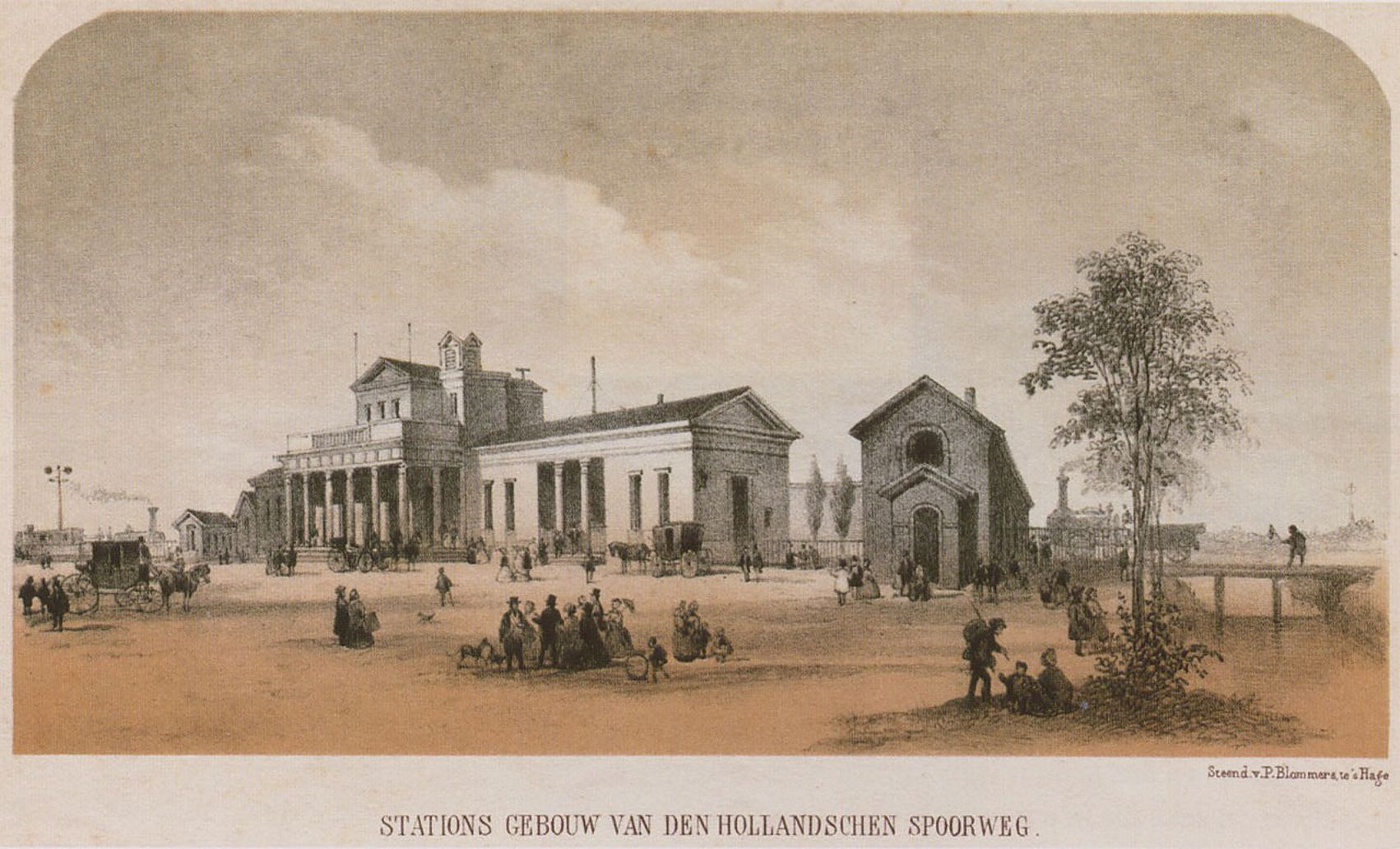
海牙荷蘭車站的舊建築體，由弗萊德利克·威廉·康拉德設計

1843年12月6日，隨著荷蘭最古老的鐵路阿姆斯特丹－哈勒姆鐵路向南延伸，海牙荷蘭車站揭幕使用。該鐵路路線在1847年更進一步南拓至鹿特丹。在當時，鐵路南延腹地還是一片草原，屬於雷斯威克市的轄區。由於缺乏在車站周邊地區執法的人力，雷斯威克便將土地劃讓予海牙市。車站根據它的營運單位荷蘭鐵路公司命名為「荷蘭車站」。車站最初的建築體是由弗萊德利克·威廉·康拉德所設計的；直到1891年，為了興建新的、由德克·馬赫高丹特所設計的新文藝復興式車站建築，才將舊建築拆除。
1870年，荷蘭鐵路公司的競爭對手荷蘭萊茵鐵路公司在海牙開設了第二個主要車站－海牙萊茵車站（荷蘭語：Den Haag Rhijnspoor），在新建的高達－海牙鐵路路線上。連接兩個車站的鐵路建設在1871年完工。海牙萊茵車站在1973年被拆除，並在原址新建了海牙中央車站。海牙荷蘭車站和海牙中央車站成為海牙市的兩個主要車站。

## 鐵路路線
停靠海牙荷蘭車站的火車班次包括：

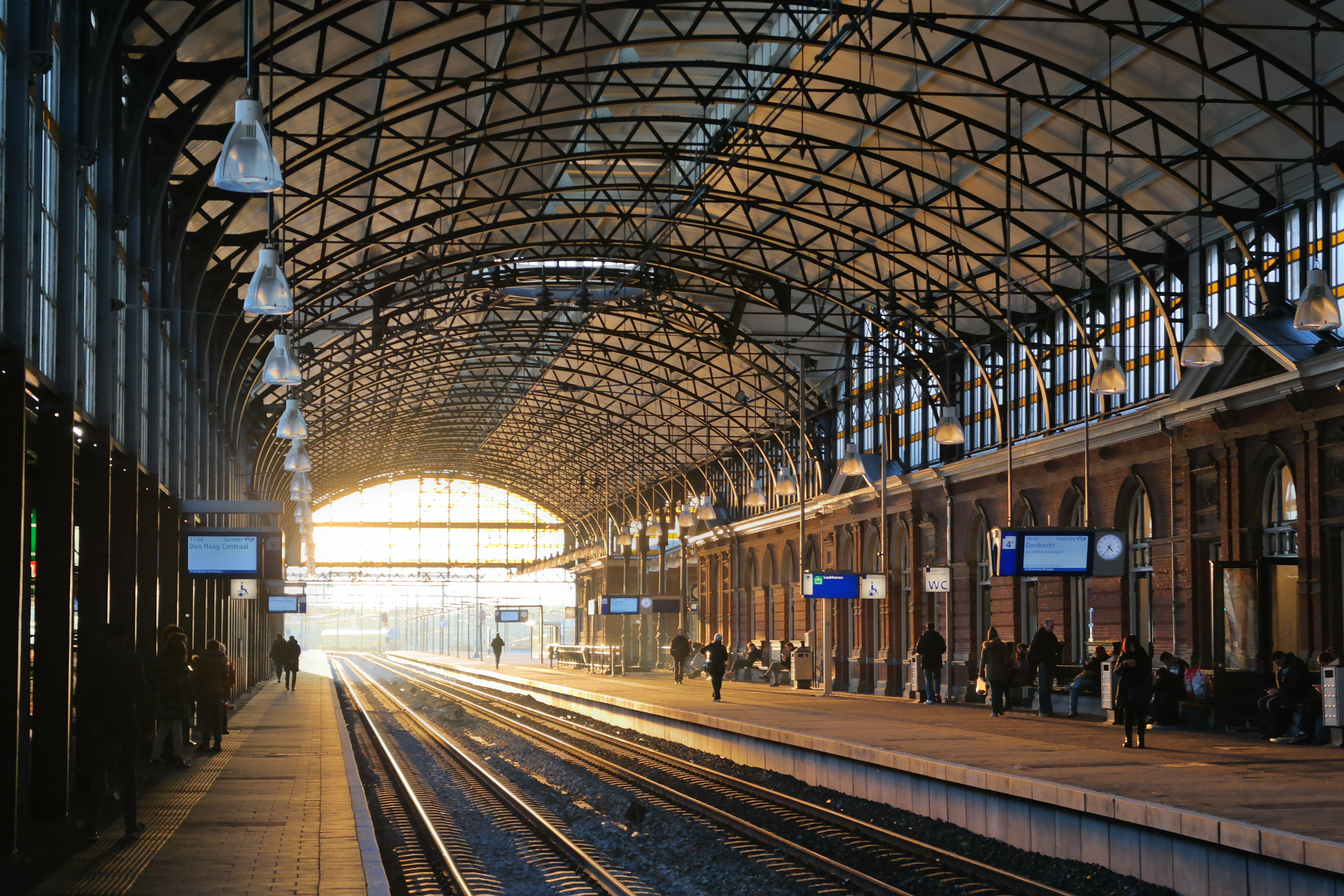
海牙荷蘭車站月台一景

- 跨國列車（Intercity Direct）：行經海牙－鹿特丹－布雷達－安特衛普－梅赫倫－布魯塞爾，4 班／小時
- 跨市夜車（Nachtnet）：行經鹿特丹－海牙－阿姆斯特丹－烏特勒支，1 班／小時
- 跨市列車（Intercity）：行經阿姆斯特丹－哈倫－萊頓－海牙－多德雷赫特－羅森達爾－弗利辛恩，2 班／小時
- 跨市列車：行經萊利斯塔德－阿爾梅勒－阿姆斯特丹－史基浦機場－海牙－鹿特丹－多德雷赫特，2 班／小時
- 跨市列車：行經海牙－鹿特丹－多德雷赫特－布雷達－恩荷芬，2 班／小時
- 區間列車（Sprinter）：行經海牙－鹿特丹海牙－多德雷赫特，4 班／小時

## 電車路線
在海牙荷蘭車站大門前，設有海牙大眾運輸轉運站，由海牙的公共運輸公司－HTM客運公司－負責營運。海牙電車第1、9、11、12、16和17號線在此站停靠。
| 月台 | 路線 | 終點站             | 中途停靠站                                                                                           |
| ---- | ---- | ------------------ | --- |
| A    | 1    | 台夫特的丹特霍夫特 | 拉克區－雷斯威克－霍恩橋－布魯克海埔新生地－台夫特車站區域－台夫特車站－侯文通道                     |
| A    | 11   | 席凡寧根港－海灘   | 史修德斯區－海牙市場－德蘭士瓦區－黑亨戴斯區－國家區                                                 |
| A    | 12   | 沙丘鎮             | 史修德斯區－海牙市場－德蘭士瓦區－弗奧肯伯斯區－博門里－撒格布魯克－佛侯區                           |
| A    | 16   | 瓦特靈恩           | 拉克區－車站區－慕爾車站－慕爾－賴維克商場－莫亨史通茲－高地區－瓦特靈恩地區                         |
| B    | 9    | 弗雷德胡思特       | 賽德公園－慕爾－賴維克商場－莫亨史通茲                                                               |
| B    | 17   | 瓦特靈恩           | 拉克區－車站區－普拉斯卜海埔新生地－雷斯威克車站－博哈特－埃克倫堡－瓦特靈恩地區                     |
| C    | 1    | 席凡寧根北灘       | 畢爾碼頭－海牙市政廳－紐德堤防－1813廣場－爪哇街－和平宮－世界論壇－國家區－席凡寧根飯店             |
| C    | 11   | 雷斯威克廣場       | |
| C    | 12   | 雷斯威克廣場       | |
| C    | 16   | 國家廣場           | 畢爾碼頭－海牙市政廳－中央車站－短維弗堡街－外庭－市中心區－海神區－市立美術館                       |
| D    | 9    | 席凡寧根北灘       | 畢爾碼頭－海牙市政廳－中央車站－瑪莉地區－皇后運河－馬德羅丹－西布魯克公園－馬戲團影城－席凡寧根飯店 |
| D    | 17   | 中央車站           | 雷斯威克廣場                                                                                         |

## 外部連結
- 海牙荷蘭車站於荷蘭鐵路網站 （英文）